# Diözese Guyana

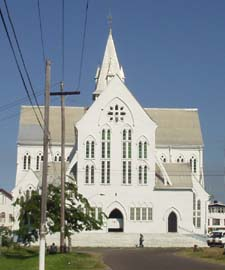
St. George’s Cathedral, Georgetown.

Wappen der Diözese

Die Diocese of Guyana ist eine der acht anglikanischen Diözesen der Church in the Province of the West Indies. Sie ist für das Land Guyana zuständig und die Kathedrale ist die St. George’s Cathedral in Georgetown. Die Diözese wurde am 24. August 1842 begründet, als William Austin (1842–1892) als deren erster Bischof geweiht wurde. Amtsinhaber ist derzeit (2024) Charles Davidson (2016- ).
1842, kurz nach der Einrichtung, wurde die Jurisdiktion beschrieben mit: „Demerara, Essequibo, Berbice“. 1866 gab es erst zwei Archdeaconries: Hugh Hyndman Jones (Archdeacon of Demerara) und die Archidiakonie von Berbice war vakant.
Die Diözese erstreckt sich heute auch über Suriname und Cayenne/Französisch-Guayana.
2002 bezeichneten sich ca. 7 % der Guyaner als Anglikaner.

## Bischöfe
- Proctor Swaby (1893–1899)
- Edward Parry (1900–1921)
- Oswald Parry (1921–1937)
- Alan Knight (1937–1979)
- Randolph George (1980–2009)
- Cornell Moss (2009–2015)